# سبرائیل ماکرکیس
سبرائیل ماکرکیس (لتونیایی: Čebrails Makreckis؛ زادهٔ ۱۰ مهٔ ۲۰۰۰) بازیکن فوتبال است.
وی همچنین در تیم ملی فوتبال زیر 19 سال لتونی بازی کرده‌است.